# Sandra Naranjo
Sandra Naranjo Bautista, est une femme d'État équatorienne, vice-présidente de la République par intérim en 2017,. Elle a aussi été ministre du Tourisme de juin 2014 à octobre 2015.